# Awet Tesfaiesus

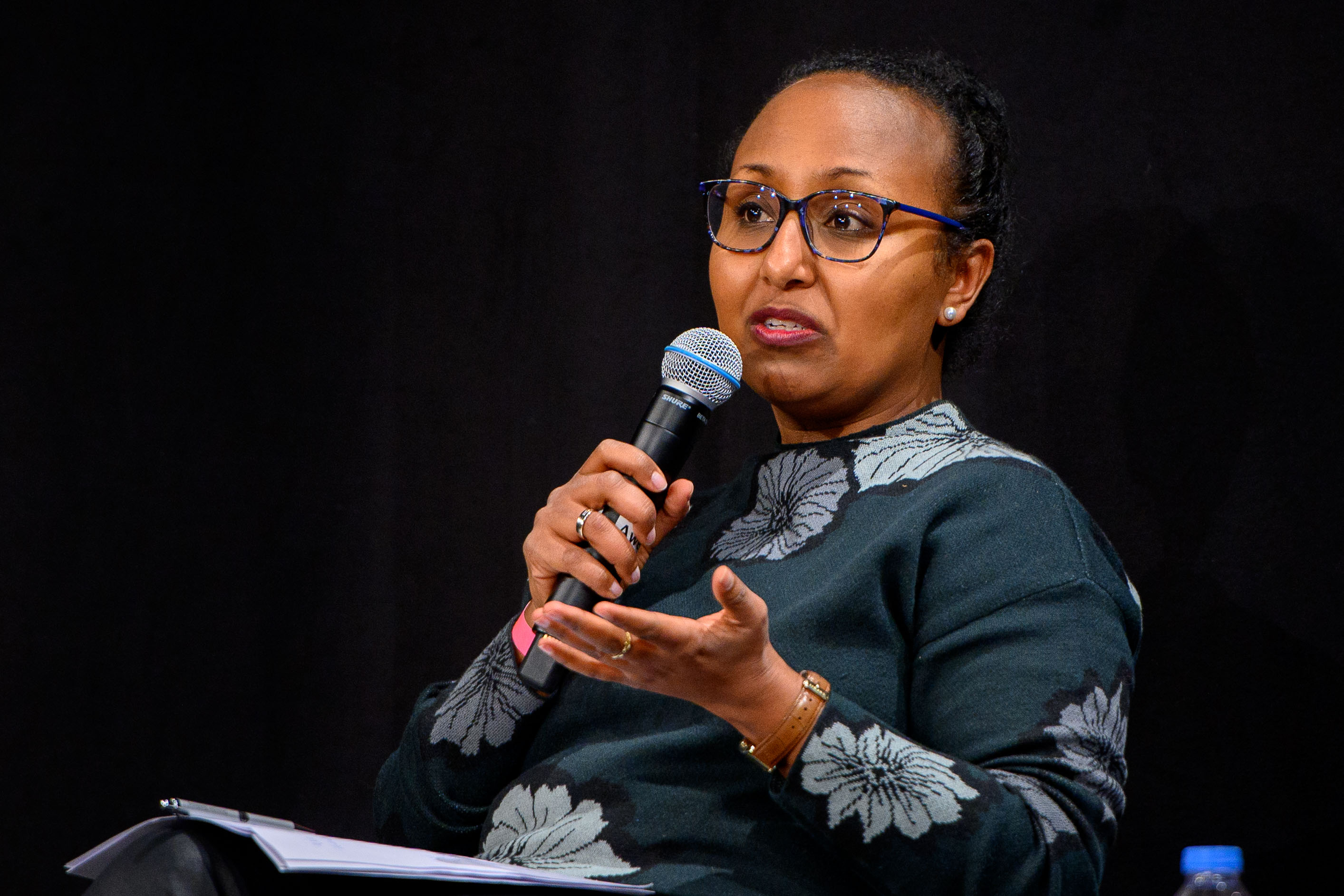
Awet Tesfaiesus, 2022

Awet Tesfaiesus (Tigrinya ዓወት ተስፋየሱስ; * 5. Oktober 1974 in Asmara, Äthiopien, heute Eritrea) ist eine deutsche Politikerin und Rechtsanwältin. Seit 2021 ist Tesfaiesus Mitglied des Deutschen Bundestages für Bündnis 90/Die Grünen. Sie ist damit die erste schwarze Frau im Deutschen Bundestag.

## Leben
Tesfaiesus wurde 1974 in der damals äthiopischen Stadt Asmara geboren. Als sie zehn Jahre alt war, flüchtete ihre Familie aufgrund des Eritreischen Unabhängigkeitskrieges nach Deutschland und ließ sich in einem Dorf im Schwarzwald nieder, bevor sie nach einigen Jahren nach Heddesheim in der Nähe von Heidelberg zog.
Im Jahr 2001 legte Tesfaiesus ihr Erstes juristisches Staatsexamen an der Universität Heidelberg ab, im Jahr 2006 ihr Zweites juristisches Staatsexamen am Oberlandesgericht Frankfurt am Main. Seit 2006 verfügt sie über eine Anwaltszulassung. Von 2008 bis zum Einzug in den Bundestag 2021 war sie Partnerin einer Anwaltskanzlei in Kassel, ihr Schwerpunkt lag im Bereich Asylrecht. Mit der Übernahme ihres Bundestagsmandats beendete Tesfaiesus ihre Kanzleipartnerschaft und ist seitdem nicht mehr als Anwältin erwerbstätig, hat jedoch ihre Anwaltszulassung unter Befreiung von der Kanzleipflicht behalten.
Tesfaiesus lebt in Nordhessen.

## Politik
Tesfaiesus trat 2009 der Partei Bündnis 90/Die Grünen bei und begann sich dort zu engagieren: Von 2012 bis 2015 war sie Beisitzerin im Parteivorstand der Grünen Kassel. Seit 2016 ist sie Stadtverordnete, Sprecherin für Integration und Gleichstellung der Fraktion Bündnis 90/Die Grünen im Kasseler Rathaus und seit 2019 stellvertretende Fraktionsvorsitzende. Des Weiteren ist sie Mitglied der Bundesarbeitsgemeinschaft Migration und Flucht, stellvertretende Sprecherin der Landesarbeitsgemeinschaft Migration, Flucht und Integration, sowie Delegierte im Parteirat der Grünen.
Bei der Landesdelegiertenversammlung der hessischen Grünen 2021 errang Tesfaiesus den neunten Listenplatz für die Bundestagswahl 2021. Ebenso kandidierte sie als Direktkandidatin im Bundestagswahlkreis Werra-Meißner – Hersfeld-Rotenburg. Als Auslöser für ihre Kandidatur bezeichnete sie den rechtsextremen Anschlag in Hanau 2020 mit dem Ansinnen „für eine bessere Zukunft kämpfen zu wollen“. Bei der Wahl unterlag sie zwar dem langjährigen Wahlkreisgewinner Michael Roth (SPD) mit 6,2 Prozent der Stimmen, zog jedoch über die Landesliste in den Bundestag. Sie ist damit die erste afrodeutsche Frau in der Geschichte des Deutschen Bundestages.

## Privat
Tesfaiesus ist verheiratet und Mutter eines Sohnes.

## Mitgliedschaften
- RAV – Republikanischer Anwältinnen- und Anwälteverein
- GFF – Gesellschaft für Freiheitsrechte
- Psychosoziales Zentrum für Geflüchtete Nordhessen (Gründungsmitglied)
- ISD – Initiative Schwarzer Menschen in Deutschland e. V.
- Förderverein Hessischer Flüchtlingsrat e. V.
- Frauentreff Brückenhof e. V.